# Тетрасвинецпентагольмий
Тетрасвинецпентагольмий — бинарное неорганическое соединение
гольмия и свинца
с формулой Ho5Pb4,
кристаллы.

## Получение
- Сплавление стехиометрических количеств чистых веществ:

{\displaystyle {\mathsf {5Ho+4Pb\ {\xrightarrow {T}}\ Ho_{5}Pb_{4}}}}

## Физические свойства
Тетрасвинецпентагольмий образует кристаллы
ромбической сингонии, пространственная группа P nma, параметры ячейки a = 0,8095 нм, b = 1,541 нм, c = 0,8148 нм, Z = 4,
структура типа пентасамарийтетрагермания Sm5Ge3
.